# Ursula von Gersdorff
Ursula von Gersdorff (geb. Waetzoldt; verwitwete Gräfin Vitzthum von Eckstädt; * 2. Oktober 1910 in Hamburg; † 6. August 1983 in Kampen) war eine der ersten deutschen Militärhistorikerinnen. Sie wirkte als Schriftleiterin am Militärgeschichtlichen Forschungsamt der Bundeswehr (MGFA).

## Leben

### Herkunft und Familie
Ursula Waetzoldt wurde 1910 als Tochter des Kunsthistorikers Wilhelm Waetzoldt, dem späteren Generaldirektor der Preußischen Staatlichen Museen, geboren. Der Kunsthistoriker Stephan Waetzoldt, der langjährige Generaldirektor der Staatlichen Museen zu Berlin der Stiftung Preußischer Kulturbesitz, war ihr Bruder.

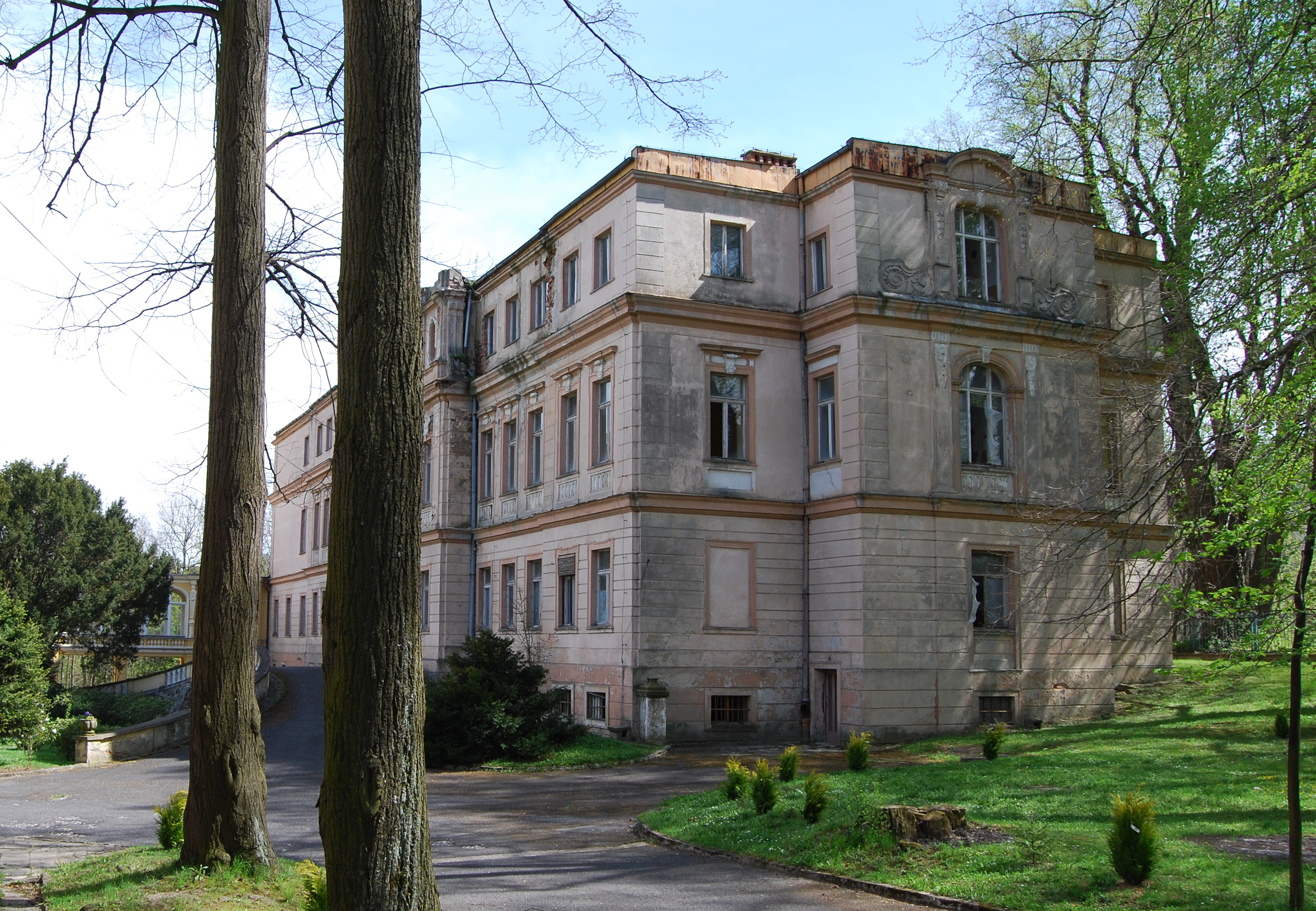
Schloss Tiefhartmannsdorf

Sie war ab 1937 mit dem Diplom-Landwirt Wolfgang Graf Vitzthum von Eckstädt (1902–1941), Sohn des sächsischen Staatsministers Christoph Johann Friedrich Vitzthum von Eckstädt, verheiratet. Aus der Ehe gingen die Söhne Christoph (* 1939), Stephan (1940–2003) und Wolfgang (* 1941) hervor.
Nachdem ihr erster Mann an der Ostfront gefallen war, erbte Gersdorff 1941 das Vitzthum-von-Eckstädt-Schloss in Tiefhartmannsdorf in Schlesien. 1947 wurde sie von dort vertrieben.
Im Jahr 1949 heiratete sie Rudolf von Gersdorff (1895–1962), vormals Landesältester und Stiftsamtmann des Stiftes Fischbeck. Aus der zweiten Ehe gingen die Töchter Ulrike (1950–2024) und Annette (* 1951) hervor.

### Wissenschaftlicher und beruflicher Werdegang
Ursula von Gersdorff studierte u. a. beim Militärhistoriker Walter Elze an der Friedrich-Wilhelms-Universität Berlin und wurde 1937 an der Georg-August-Universität Göttingen mit der Dissertation Preußische Offiziere im geistigen Leben des 18. Jahrhunderts zum Dr. phil. promoviert. Danach war sie als Referentin im Reichskriegsministerium in Berlin tätig und gemeinsam mit dem Wehrpsychologen beim Oberkommando der Wehrmacht, Felix Scherke, Autorin des Werkes Bibliographie der geistigen Kriegsführung (Propaganda). Von 1958 bis 1977 war Gersdorff als Historikerin und Schriftleiterin am Militärgeschichtlichen Forschungsamt der Bundeswehr (MGFA) in Freiburg im Breisgau tätig. Ihre organisationsgeschichtlichen Forschungen zu Frauen im Kriegsdienst gelten als wegbereitend und sehr umfassend; sie fanden größere Beachtung in Publizistik und Geschichtswissenschaft. Die Historikerin Nicole Kramer strich heraus, dass Gersdorffs „Pionierstudie“ (Frauen im Kriegsdienst, 1914–1945) noch vor dem Einsetzen der Frauen- und Geschlechterforschung erschien. Sie wird bisweilen als Standardwerk bezeichnet. Auch ihr Sammelband Geschichte und Militärgeschichte. Wege der Forschung, an dem u. a. Johann Christoph Allmayer-Beck, Werner Hahlweg, Andreas Hillgruber, Hans-Ulrich Wehler und Rainer Wohlfeil beteiligt waren, wurde positiv zur Kenntnis genommen. Sie war Mitherausgeberin der Schriftenreihe Bibliotheca rerum militarium und veröffentlichte darüber hinaus Beiträge in Serien bzw. Fachzeitschriften wie Militärgeschichtliche Mitteilungen, Wehrwissenschaftliche Rundschau, Francia und Jahresbibliographie der Bibliothek für Zeitgeschichte.
Nach dem Politikwissenschaftler und Clausewitz-Forscher Andreas Herberg-Rothe hatte sie sich beim MGFA „intensiv um die Grundlegung einer ‘modernen’ Militärgeschichtswissenschaft bzw. deren Orientierung an der allgemeinen Geschichtswissenschaft bemüht“.
Ursula von Gersdorff starb 1983 und wurde auf dem Friedhof der St.-Severin-Kirche in Keitum auf der Insel Sylt im Kreis Nordfriesland beigesetzt.

## Ehrung
Das Zentrum für Militärgeschichte und Sozialwissenschaften der Bundeswehr in der Potsdamer Villa Ingenheim, das 2013 u. a. aus dem früheren Militärgeschichtlichen Forschungsamt hervorgegangen ist, benannte im Januar 2023 seinen zentralen Lesesaal nach Ursula von Gersdorff.

## Schriften (Auswahl)
- Preußische Offiziere im geistigen Leben des 18. Jahrhunderts (= Deutsche Heimat. Wissenschaftliche Schriftenreihe für Geschichte und Volkstum. Band 4). Akademischer Verlag, Halle 1937 (zugl. Dissertation, Universität Göttingen, 1937).
- (mit Felix Scherke): Bibliographie der geistigen Kriegsführung. Mit einem Geleitwort von Friedrich von Cochenhausen, Bernhard & Graefe, Berlin 1938.
- (Bearb. mit Manfred Messerschmidt): Hans Meier-Welcker (Hrsg.): Offiziere im Bild von Dokumenten aus drei Jahrhunderten (= Beiträge zur Militär- und Kriegsgeschichte. Band 6). DVA, Stuttgart 1964.
- (Hrsg. mit Wolfgang von Groote): Entscheidung 1866. Der Krieg zwischen Österreich und Preußen. Militärgeschichtliches Forschungsamt, DVA, Stuttgart 1966.
- (Einl.): Stellenbesetzung im Reichsheer. Vom 16. Mai 1920, 1. Okt. 1920, 1. Okt. 1921. In: Bibliotheca rerum militarium. Band 15; Biblio-Verlag, Osnabrück 1968.
- (Einl.): Walter Elze: Das deutsche Heer von 1914. In: Bibliotheca rerum militarium. Band 16; Biblio-Verlag, Osnabrück 1968 (Neudruck der 2. Ausgabe 1939: Der strategische Aufbau des Weltkrieges 1914–1918).
- Frauen im Kriegsdienst, 1914–1945 (= Beiträge zur Militär- und Kriegsgeschichte. Band 11). DVA, Stuttgart 1969.
- (Einf.): Max Jähns: Militärgeschichtliche Aufsätze. Neudruck der Veröffentlichungen von 1816–1903 Walter Elze zum 29. Aug. 1971 (= Bibliotheca rerum militarium. Band 7). Biblio-Verlag, Osnabrück 1970, ISBN 3-7648-0160-3.
- (Hrsg. mit Wolfgang von Groote): Entscheidung 1870. Der deutsch-französische Krieg. Militärgeschichtliches Forschungsamt, DVA, Stuttgart 1970.
- (Übertr./Einf.) Gerhard von Scharnhorst: Nutzen der militärischen Geschichte. Ursache ihres Mangels. Ein Fragment aus dem Scharnhorst-Nachlass. In: Bibliotheca rerum militarium. Band 44; Faksmile der Handschrift, Biblio-Verlag, Osnabrück 1973, ISBN 3-7648-0933-7.
- (Hrsg.): Geschichte und Militärgeschichte. Wege der Forschung. Mit Unterstützung des Militärgeschichtlichen Forschungsamtes, Bernard & Graefe, Frankfurt am Main 1974, ISBN 3-7637-5131-9.
- (Hrsg./Einf.): Gerhard von Scharnhorst: Ausgewählte Schriften. In: Bibliotheca rerum militarium. Band 49; Biblio-Verlag, Osnabrück 1983, ISBN 3-7648-1273-7.